# ジャンヌ・ド・パンティエーヴル
ジャンヌ・ド・パンティエーヴル（Jeanne de Penthièvre、1319年 - 1384年9月10日）は、ブルターニュ女公。マイエンヌ、アヴォグール、レグル、シャトロドランの各領主、パンティエーヴル女伯。パンティエーヴル伯であったギー・ド・ブルターニュ（ブルターニュ公ジャン3世の同母弟）とジャンヌ・ダヴグールの唯一の子。

## 生涯
ジャンヌは叔父であるジャン・ド・モンフォールと争い、自らが持つ権利としてブルターニュ公の継承権を主張してブルターニュ継承戦争を引き起こした。彼女は夫でシャティヨン家出身のシャルル・ド・ブロワを駆り立てて、平和理に戦争を終わらせる妥協案である、ブルターニュ公位の共有と公国の北半分の支配権を拒絶した。決着をつけるためシャルル・ド・ブロワはオーレの戦いに出、1364年に戦死した。
この敗戦後、彼女は第一次ゲランド条約を結んだ（ブルターニュ公位はモンフォール家が男系相続し、その見返りとしてジャンヌは生涯「ブルターニュ女公」の称号を名乗ることができるようになった）。
1379年、ジャン・ド・モンフォールの子で従弟に当たるブルターニュ公ジャン4世がイングランド亡命を余儀なくされると、ジャンヌはフランス王シャルル5世がブルターニュ併合を企み、彼女と彼女の息子の権利を侵害しようとしていることに激怒した。彼女はイングランドからジャン4世を呼び戻そうとブルトン人の最前線にたち、ジャン4世のブルターニュ上陸を出迎えた。
シャルル5世の死後、1381年にジャンヌは第二次ゲランド条約を結んだ。この条約でジャンヌはかなりの現金を獲得し、もしジャン4世が子孫を残さなかった場合、相続人として公位を回復する機会を得ることになった。継承問題は最終的に決着した。ジャンヌはガンガンにある小さき兄弟会の教会の内陣に埋葬された。

## 子女
1337年、シャルル・ド・ブロワと結婚し、5子をもうけた。
- ジャン1世・ド・シャティヨン（1345年 - 1404年） - パンティエーヴル伯[2]
- ギー - イングランドに人質として送られ死亡
- アンリ（1400年没）
- マリー（1345年 - 1404年） - アンジュー公ルイ1世・ダンジューと結婚
- マルグリット（1353年没） - アングレーム伯シャルル・ド・ラ・セルダと結婚

ジャンヌとシャルル・ド・ブロワの結婚式は、ベルトラン・デュ・ゲクランが公に姿を現した最初である。